# Доплер, Кристиан
Кристиан Андре́ас До́плер (нем. Christian Doppler (/ˈdɒplər/); 29 ноября 1803, Зальцбург — 17 марта 1853, Венеция) — австрийский математик и физик, профессор, первый директор Института физики Венского университета, почётный доктор Пражского университета, член Королевского научного общества Богемии и Венской академии наук. Наиболее известен своими исследованиями в области акустики и оптики, он первым обосновал зависимость частоты звуковых и световых колебаний, воспринимаемых наблюдателем, от скорости и направления движения источника волн и наблюдателя относительно друг друга. Физический эффект, открытый Доплером, является неотъемлемой частью современных теорий о происхождении Вселенной (таких как теория Большого взрыва и красного смещения), используется в прогнозировании погоды, в изучении движения звёзд и диагностике сердечно-сосудистых заболеваний, лежит в основе функционирования радаров и систем навигации.

## Биография

### Происхождение и образование
Кристиан Доплер родился 29 ноября 1803 года в Зальцбурге в семье Иоганна (1766—1823) и Терезы Доплер. У них было пятеро детей: Иоганн, Катарина, Терезиа, Кристиан и Анна. Отец Доплера был каменотёсом и занимался поставкой мраморных плит и алтарей в Аугсбург, Мюнхен, Линц, Вену и Штирию, а также для резиденции Людвига I Баварского. Кристиан рос в среде каменщиков и с ранних лет учился этому ремеслу.
В детстве Доплер посещал начальную школу в Зальцбурге и среднюю школу в Линце, во время учёбы в которых проявил выдающиеся способности к математике. В 1822—1825 годах Доплер, по рекомендации профессора математики Зальцбургского лицея, учился в Венском политехническом институте.
В 1825 году он вернулся в родной Зальцбург и прослушал курс лекций по философии в Зальцбургском лицее. Около года Доплер зарабатывал на жизнь уроками физики и математики в колледже Святого Руперта, после чего изучал высшую математику, механику и астрономию в Венском университете.

### Научная деятельность
В 1829 году Доплер получил должность ассистента профессора высшей математики и механики Венского университета Адама фон Бёрга. За время работы в Венском университете он опубликовал четыре статьи по математике, первая из которых называлась «Вклад в теорию параллелей». В университете Доплер так и не смог получить академическую должность и начал поиски другого места работы. Он подавал заявления в институты Линца, Любляны, Вены, Цюриха, Праги, однако ему было отказано. С 1833 года учёный в течение полутора лет работал клерком на хлопчатобумажной фабрике в Зальцбурге. Из-за невозможности профессиональной реализации Доплер решил эмигрировать в Соединённые Штаты Америки и обратился к американскому консулу в Мюнхене с вопросами о возможности эмиграции и преподавательской деятельности в США. Но в это же время он получил два предложения в Европе и принял одно из них.
30 апреля 1835 года Доплер стал учителем элементарной математики и вычислений в Государственной средней школе в Праге. Помимо работы в школе, с 1836 года Доплер преподавал по несколько часов в неделю в Пражском политехническом институте. В период с 1835 по 1841 годы Доплер проводил много времени в тесных и душных аудиториях, он читал лекции примерно 400 студентам. Современники полагали, что именно в эти годы он заболел лёгочным туберкулёзом, от которого впоследствии умер.
В марте 1841 года Доплер получил должность профессора практической геометрии и элементарной математики в Пражском политехническом институте. Несмотря на состояние здоровья и изматывающую преподавательскую деятельность, Доплер продолжал интенсивно заниматься наукой. Его научные интересы лежали в таких областях физики как оптика и акустика. Он опубликовал новый метод определения расстояний, исследовал аберрации света, работал над теорией микроскопа и теорией цветов, устройством оптического дальномера, предложил применение фотографических методов в астрономии. Он также исследовал электричество и магнетизм, изменение магнитного склонения со временем.

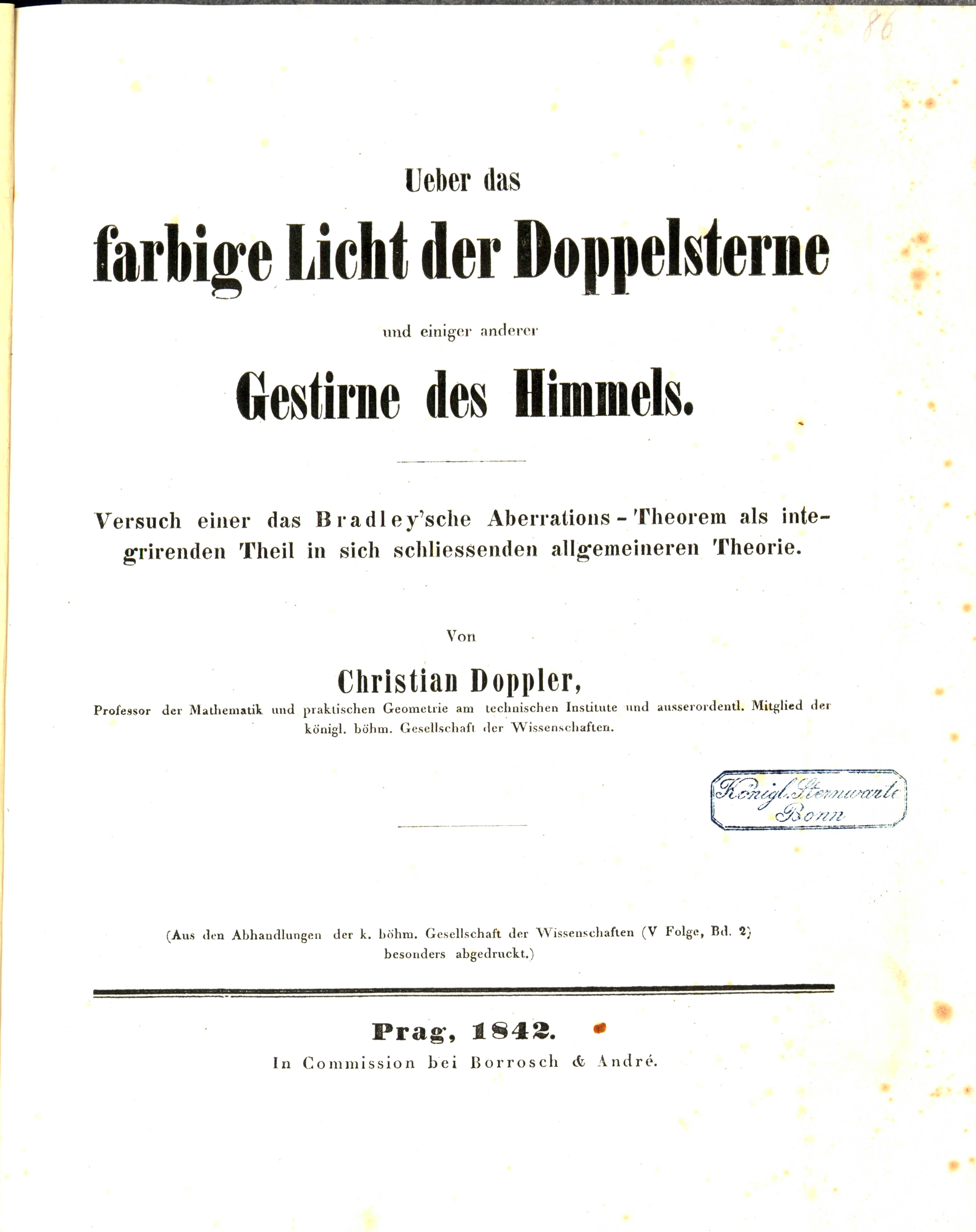
Титульный лист статьи «О цветном свете двойных звезд и некоторых других звезд на небесах»

25 мая 1842 года на заседании отделения естественных наук Королевского научного общества Богемии в Праге он представил статью, которая впоследствии сделала его широко известным — «О цветном свете двойных звезд и некоторых других звезд на небесах» (нем.  «Über das farbige Licht der Doppelstern und einiger anderer Gestirne des Himmels»). Эта статья была опубликована в трудах Общества в следующем году. Исходя из собственных наблюдений за волнами на воде, Доплер предположил, что подобные явления происходят в воздухе с другими волнами. На основании волновой теории он вывел, что приближение источника света к наблюдателю увеличивает наблюдаемую частоту, отдаление уменьшает её. Доплер теоретически обосновал зависимость частоты звуковых и световых колебаний, воспринимаемых наблюдателем, от скорости и направления движения источника волн и наблюдателя относительно друг друга. Это явление впоследствии было названо его именем — эффектом Доплера.
Вскоре после представления своей статьи Доплер был избран членом Королевского научного общества Богемии. В 1847 году он получил почётное звание доктора Пражского университета, а в 1848 году был избран членом Австрийской академии наук.
В 1844 году у Доплера начало ухудшаться здоровье, появились жалобы от студентов и учёный взял отпуск по болезни. Он вернулся к своей работе только в 1846 году. В 1847 году учёный перешёл на должность профессора математики, физики и механики в Горной академии в небольшом городе Банска-Штьявница. Политическая нестабильность в 1848 году вынудила Доплера переехать в Вену на должность профессора практической геометрии Политехнического института. Указом Императора Франца Иосифа I от 17 января 1850 года он был назначен первым директором нового Института физики Венского университа. Одним из студентов Доплера во время работы в Вене был Грегор Иоганн Мендель — аспирант и монах Августинского аббатства Святого Томаша в Брюнне (ныне Брно, Чехия), будущий основоположник учения о наследственности. В 1850-51 годах Мендель два семестра посещал лекции и частные уроки Доплера по физике.
В ноябре 1852 года он переехал в Венецию, воздух которой в то время рекомендовался людям с лёгочными заболеваниями. Несмотря на плохое самочувствие, Доплер продолжал работать. После пяти месяцев болезни 17 марта 1853 года Кристиан Доплер скончался от туберкулеза. Он был похоронен на кладбище на острове Сан-Микеле. К концу лета 1853 года с разрешения городских властей на галерее кладбища ему был установлен памятник.

### Личная жизнь
В 1836 году Кристиан Доплер женился на Матильде Штурм (нем.  Mathilda Sturm). 22 января 1837 года у них родилась дочь Матильда. Со временем в семье Доплера родилось ещё четверо детей — Людвиг (1838—1906), Адольф (1840—1916), Берта (1843) и Херман (1844).
У Доплера было немного друзей. В 1832 году в Венском университете он познакомился с профессором философии Францем Экснером, который стал его лучшим другом. В Праге его другом и ментором был Бернард Больцано, который рекомендовал Доплера в Королевское научное общество Богемии и был председателем общества во время презентации его знаменитой статьи.

## Память

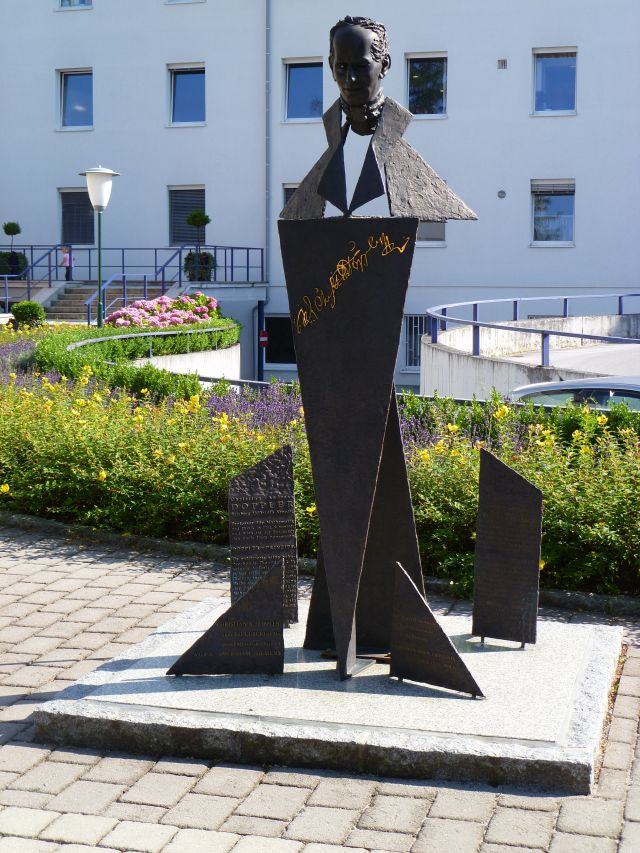
Памятник Кристиану Доплеру

В честь Доплера названы открытый им физический эффект и использующие его технологии и измерительные приборы — доплерография, доплер-аппараты, доплеровский радар, доплеровский измеритель, акустический доплеровский измеритель течения (ADCP), доплеровский измеритель скорости и сноса (ДИСС), лазерный доплеровский анемометр и другие.
Существует ряд научных лабораторий имени Доплера, например, в Кембридже, Венском университете, университете Зальцбурга. В Австрии открыта исследовательская ассоциация имени Кристиана Доплера, осуществляющая кооперацию между научной и бизнес сферами и поддержку лабораторий имени Кристиана Доплера. В Зальцбурге — родном городе ученого — есть больница, площадь и мост имени Доплера. Известный производитель шоколада Fürst (изобретатель конфет Моцарткугель) выпускает конфеты «DopplerKonfekt». В Венском университете установлен памятник Доплеру.
В 1970 году Международный астрономический союз назвал именем Кристиана Доплера кратер на обратной стороне Луны.
В 2003 году в честь двухсотлетия со дня рождения Кристиана Доплера были проведены научные конференции в Зальцбурге, Праге, Вене и Венеции. Их материалы были опубликованы в книге «Christian Doppler: life and work, principle and applications : proceedings of the Commemorative Symposia in 2003, Salzburg, Prague, Vienna, Venice», которая содержит обзор жизни Доплера и применений открытого им эффекта.
Эффект Доплера является неотъемлемой частью современных теорий о начале Вселенной (Большого взрыва и красного смещения). Он получил применение в астрономии для измерений скоростей движения звёзд вдоль луча зрения (приближения или удаления от наблюдателя) и их вращения вокруг оси, параметров вращения планет, колец Сатурна (что позволило уточнить их структуру), турбулентных потоков в солнечной фотосфере, траекторий спутников, контроля за термоядерными реакциями, а затем и в самых разнообразных областях физики и техники (в прогнозировании погоды, в воздушной навигации и полицейских радарах). Широкое применение эффект Доплера получил в современной медицине — на нём основано множество приборов ультразвуковой диагностики.

## Некоторые из опубликованных работ
Многие исследователи сходятся во мнении, что всего Доплер опубликовал 51 работу. Приводится часть из них:
- Доплер К. Вклад в теорию параллелей (нем.) = Ein Beitrag zu den Parallelen-Theorien // Wiener Polytechn. Jahrb. 17. — 1832.
- Доплер К. О вероятной причине возникновения электричества через контакт и электрический потенциал (нем.) = Über die wahrscheinliche Ursache der Elecktricitats-Erregung durch Berührung und der elektrischen Spannung. — Ibid, 1834.
- Доплер К. О цветном свете двойных звезд и некоторых других звезд на небесах (нем.) = Über das farbige Licht der Doppelstern und einiger anderer Gestirne des Himmels. — Прага: Borrosch & Andre, 1834.
- Доплер К. Вклад трения в производство электричества (нем.) = Ein Beitrag zur Electrizitäts-Erzeugung durch Reibung // Hessler’s encyclopädische Zeitschrift. — 1842. — Bd. 16.
- Доплер К. Учебник по арифметике и алгебре со специальными ссылками на требования различных наук и жизни, с приложением с 450 задачами и примерами = Arithmetik und Algebra mit besonderer Rücksicht auf die Bedürfnisse der verschiedenen Wissenschaften und des praktischen Lebens, mit einem Anhange von 450 Aufgaben und Beispielen. — Прага: Borrosch & Andre, 1842.
- Доплер К. О сплаве, который превосходит в отражательной способности все предыдущие смеси металлов, и поэтому особенно подходит для оптических целей (нем.) = Über eine alle bisherigen Metallgemische an Reflexionsvermögen übertreffende und daher zu optischen Zwecken vorzuglich geeignete Legirung // Jahrbuch der österreichischen Akademie der Wissenschafien. — 1853.
- Доплер К. Об исключительном усовершенствовании отражательного микроскопа (нем.) = Über eine wesentliche Verbesserung der katoptrischen Mikroscope. — Borrosch & Andre, Прага, 1845.
- Доплер К. Попытка систематической классификации цветов (нем.) = Versuch einer systematischen Classification der Farben. — Прага: Borrosch & Andre, 1848.
- Доплер К. О возможности определить число и абсолютное расстояние между атомами и их силу взаимного притяжения, для начала в различных простых твердых телах (нем.) = Über die Möglichkeit, die Anzahl und den absoluten Abstand der Korperatome sowie das Mass ihrer wechselseitigen Anziehungsstärke zunächst bei den verschiedenen einfachen festen Körpern zu bestimmen. — Прага: Borrosch & Andre, 1853. — S. 498−514.

## Комментарии
1. ↑  В англоязычной литературе существует несколько вариаций имени Доплера: Иоганн Кристиан Доплер, Кристиан Андреас Доплер, Кристиан Иоганн Доплер и Иоганн Кристиан Андреас Доплер. В его церковном свидетельстве о рождении указано имя Кристиан Андреас Доплер, однако Доплер никогда не использовал своё второе имя. Считается, что данная ошибка могла быть совершена первыми исследователями-биографами, которые в записях в церковной книге приняли имя отца за второе имя Кристиана.
2. ↑  В русском языке норма правописания имени ученого с одной буквой «п» — Доплер, см., например, Русский орфографический словарь. РАН, 4-е изд. М., 2012.